# Симптом малинового язика
Симптом малинового язика (або просто малиновий язик, англ. strawberry tongue) — діагностичний симптом, який виявляється при скарлатині, рідше і з деякими відмінностями — при далекосхідній скарлатиноподібній гарячці (клінічній формі псевдотуберкульозу), синдромі Кавасакі та токсичному шоковому синдромі.
Являє собою специфічний глоссіт (запалення язика), виникають послідовні зміни — спочатку у перші дні хвороби язик покривається білим нашаруванням, але під ним вже проступають збільшені грибоподібні сосочки язика, по мірі подальшого клінічного перебігу язик очищується від нашарування, звільняючи яскраво червону або темно-червону поверхню з чітко збільшеними сосочками, що нагадує більше поверхню полуниці, аніж малини. Але історично в медичній практиці України існує саме порівняння такого зміненого язика з малиною. 

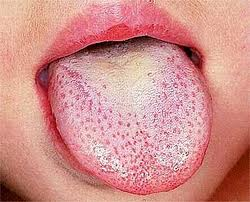
Зміни язика при скарлатині на ранній стадії
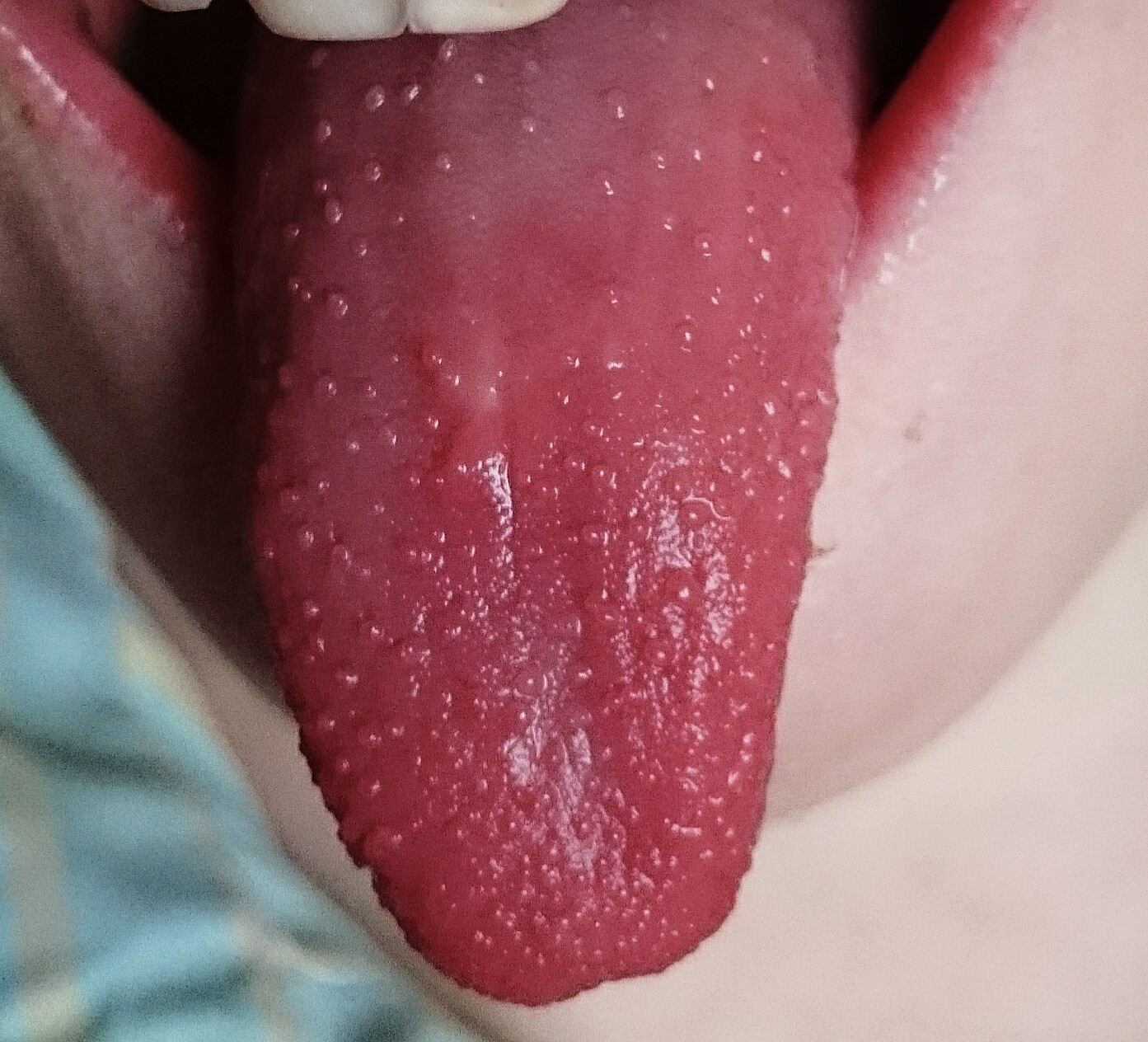
Повний розвиток змін по типу малинового язика, який повністю очищений від білого нашарування
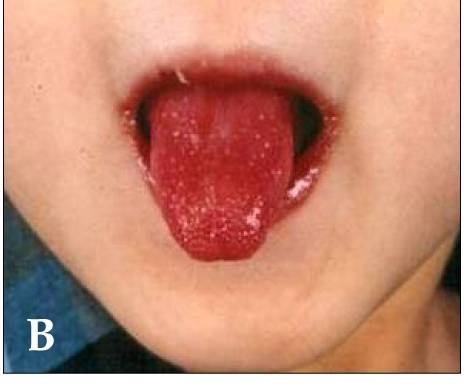
Зміни язика при синдромі Кавасакі